# Martailly-lès-Brancion
Martailly-lès-Brancion és un municipi francès, situat al departament de Saona i Loira i a la regió de Borgonya - Franc Comtat. L'any 2007 tenia 114 habitants.

## Demografia

### Població
El 2007 la població de fet de Martailly-lès-Brancion era de 114 persones. Hi havia 58 famílies, de les quals 19 eren unipersonals (4 homes vivint sols i 15 dones vivint soles), 19 parelles sense fills, 8 parelles amb fills i 12 famílies monoparentals amb fills.
La població ha evolucionat segons el següent gràfic:
Habitants censats

### Habitatges
El 2007 hi havia 103 habitatges, 55 eren l'habitatge principal de la família, 41 eren segones residències i 7 estaven desocupats. 101 eren cases i 2 eren apartaments. Dels 55 habitatges principals, 41 estaven ocupats pels seus propietaris, 12 estaven llogats i ocupats pels llogaters i 2 estaven cedits a títol gratuït; 1 tenia una cambra, 5 en tenien dues, 12 en tenien tres, 14 en tenien quatre i 23 en tenien cinc o més. 41 habitatges disposaven pel capbaix d'una plaça de pàrquing. A 27 habitatges hi havia un automòbil i a 18 n'hi havia dos o més.

### Piràmide de població
La piràmide de població per edats i sexe el 2009 era:
| Homes | Edats   | Dones |
| ----- | ------- | ----- |
| 0     | 95 o +  | 0     |
| 0     | 90 a 94 | 0     |
| 0     | 85 a 89 | 0     |
| 0     | 80 a 84 | 0     |
| 0     | 75 a 79 | 0     |
| 8     | 70 a 74 | 0     |
| 8     | 65 a 69 | 8     |
| 4     | 60 a 64 | 16    |
| 4     | 55 a 59 | 4     |
| 8     | 50 a 54 | 8     |
| 0     | 45 a 49 | 0     |
| 0     | 40 a 44 | 4     |
| 0     | 35 a 39 | 0     |
| 12    | 30 a 34 | 8     |
| 0     | 25 a 29 | 4     |
| 4     | 20 a 24 | 4     |
| 4     | 15 a 19 | 0     |
| 0     | 10 a 14 | 0     |
| 4     | 5 a 9   | 12    |
| 8     | 0 a 4   | 0     |

## Economia
El 2007 la població en edat de treballar era de 71 persones, 50 eren actives i 21 eren inactives. De les 50 persones actives 47 estaven ocupades (26 homes i 21 dones) i 3 estaven aturades (1 home i 2 dones). De les 21 persones inactives 11 estaven jubilades, 4 estaven estudiant i 6 estaven classificades com a «altres inactius».

### Ingressos
El 2009 a Martailly-lès-Brancion hi havia 56 unitats fiscals que integraven 118 persones, la mediana anual d'ingressos fiscals per persona era de 18.443 €.

### Activitats econòmiques
Dels 10 establiments que hi havia el 2007, 1 era d'una empresa de fabricació d'altres productes industrials, 2 d'empreses de comerç i reparació d'automòbils, 3 d'empreses d'hostatgeria i restauració, 2 d'empreses immobiliàries i 2 d'empreses de serveis.
Els 2 serveis als particulars que hi havia el 2009 eren agències immobiliàries.
L'any 2000 a Martailly-lès-Brancion hi havia 12 explotacions agrícoles que ocupaven un total de 154 hectàrees.

## Poblacions més properes
El següent diagrama mostra les poblacions més properes.